# Lhatsé
La nouvelle ville de Lhatsé (tibétain : ལྷ་རྩེ ;  Lha rtse) ou Lhatse Xian (pinyin : Lhazê), aussi appelée Chusar (Quxar), est une petite ville du Tibet de quelques milliers d’habitants, située à 151 km au sud-ouest de Shigatsé, et précisément à l'ouest du col de la montagne y menant. Lhatsé est à une altitude de 4 050 m. 
La nouvelle ville est à 10 km au sud de l'ancien village de Lhatsé et du petit monastère Gelugpa de Lhatse Chode. Au-dessus du monastère il y a les ruines du vieux dzong, le dzong de Lhatse  (Lha rtse rdong) ou Drampa Lhatse (Gram pa Lha rtse) qui était situé sur un rocher de 150 m de haut à l'ouverture du Canyon du Yarlung Zangbo,. 
À l'extrémité ouest de la ville, se trouve un autre petit monastère, le monastère de Changmoche. À 10 km à l'est de Lhatsé se trouvent les sources thermales de Xiqian  renommées pour leurs propriétés curatives.
Plus à l'est, se trouvent les ruines du Drampa Gyang (Gram pa rgyangs) Lhakhang, un des principaux temples géomantiques du roi du Tibet Songsten Gampo construit au VIIe siècle. Il était supposé fixer la hanche gauche problématique de la démone dont le corps, selon la croyance, repose sur l'ensemble du haut plateau avec son cœur localisé sous le temple de Jokhang à Lhassa. Il a contenu autrefois une image célèbre du Bouddha Vairocana.
Près de cet endroit, au XIVe siècle, le célèbre terton ou découvreur de trésor, Sangpo Drakpa, a trouvé le célèbre texte Nyingma de Gourou Rinpoché appelé le Leu Dunma, qui est une collection de prières de dévouement. Au nord se trouvent les ruines imposantes du Gyang Bumoche ou Gyang Bumpoche, qui faisait autrefois 20 m de haut, et a été construit dans le style du Kumbum de Gyantsé par le Sakyapa Sonam Tashi (1352-1417) et le célèbre polymathe et constructeur de pont, Thangtong Gyalpo ou Tangton Gyelpo (1385-1464), et est décoré dans le style de peinture de Lato. Ce Kumbum Jonang a aussi été appelé Tongdrol Chempo ('The Great Chorten that Gives Liberation by Setting Eyes upon It'). 
À l'est des ruines du Kumbum a été reconstruit le monastère de Phuntsoling qui lui était autrefois attaché. Le principal monastère et le Kumbum ont été restaurés et agrandis par l'historien renommé Taranatha (1575-1634) de l'école Jonangpa des Kagyupa. Sous le Grand cinquième Dalaï Lama (1617 – 1682), l'école Jonang a été converti à l'école Gelugpa après la mort de Taranatha.  
Plus à l'est, se trouve une belle petite vallée où il y avait auparavant un monastère (gompa) Nyingma  et des ermitages, au-dessus duquel se trouve la grande caverne de Gourou Rinpoché de Gyang Lompo Lung qui contient un sanctuaire. L’ensemble de la vallée fut cependant abandonnée en 1985. 
Comme les routes menant au mont Everest et au mont Kailash passent juste à l'ouest de Lhatsé, la ville est un site de déjeuner pour les groupes se dirigeant vers ces lieux. Des festivals bouddhistes se déroulent parfois au monastère, attirant les habitants de la région. Il y a plusieurs hôtels et restaurants dans la ville. 

## Parrainage
En 2010, la ville française de Salles-sur-Garonne a choisi de parrainer le village de Lhatsé.